# Jean Rabier
Pour les articles homonymes, voir Rabier.
Jean Rabier est un directeur de la photographie français, né le 24 avril 1927 à  Villers-Bretonneux, et mort  le 15 février 2016 à Port-de-Bouc.

## Biographie
Dessinateur industriel à l'époque de la Libération, il trouve un emploi au Laboratoire de téléfono-vision du Conservatoire national des arts et métiers (CNAM). Il participe ensuite au travail de prise de vues sur des courts métrages documentaires réalisés en Afrique par Edmond Séchan et Jacques Dupont. Il est deuxième assistant opérateur lors du tournage de Paysans noirs, long métrage de Georges Régnier. Assistant de Henri Decaë, il devient particulièrement actif — comme cadreur, puis comme directeur de la photographie — avec les cinéastes de la Nouvelle Vague, collaborant notamment à de nombreux films de Claude Chabrol.
Il meurt le 15 février 2016 à l'âge de 88 ans.

## Filmographie

### Cadreur
- 1958 : Ascenseur pour l'échafaud de Louis Malle
- 1959 : Le Beau Serge de Claude Chabrol
- 1959 : Les Cousins de Claude Chabrol
- 1959 : Un témoin dans la ville d'Édouard Molinaro
- 1959 : Les Quatre Cents Coups de François Truffaut
- 1959 : À double tour de Claude Chabrol
- 1960 : Les Bonnes Femmes de Claude Chabrol
- 1960 : Plein Soleil de René Clément
- 1961 : Léon Morin, prêtre de Jean-Pierre Melville

### Directeur de la photographie
- 1960 : Soleils de Carlos Vilardebo (court métrage)
- 1961 : Les Godelureaux de Claude Chabrol
- 1961 : Cléo de 5 à 7 d'Agnès Varda
- 1962 : L'Œil du Malin de Claude Chabrol
- 1962 : Les Sept Péchés capitaux, sketch : L’avarice de Claude Chabrol
- 1962 : La Baie des Anges de Jacques Demy
- 1963 : Landru de Claude Chabrol
- 1963 : Ophélia de Claude Chabrol
- 1963 : Rogopag, sketch ‘Le nouveau monde’ de Jean-Luc Godard
- 1963 : Les Parapluies de Cherbourg de Jacques Demy
- 1963 : Peau de banane de Marcel Ophüls
- 1964 : Les Plus Belles Escroqueries du monde, sketch L'Homme qui vendit la tour Eiffel de Claude Chabrol
- 1964 : Le Bonheur d'Agnès Varda
- 1964 : Le Tigre aime la chair fraîche de Claude Chabrol
- 1965 : Les Îles enchantées de Carlos Vilardebó
- 1965 : Marie-Chantal contre le docteur Kha de Claude Chabrol
- 1965 : Paris vu par…, sketch La muette de Claude Chabrol
- 1965 : Le Tigre se parfume à la dynamite de Claude Chabrol
- 1966 : La Ligne de démarcation de Claude Chabrol
- 1967 : Le Scandale de Claude Chabrol
- 1967 : Un idiot à Paris de Serge Korber
- 1967 : La Route de Corinthe de Claude Chabrol
- 1968 : Les Biches de Claude Chabrol
- 1968 : La Petite Vertu de Serge Korber
- 1969 : La Femme infidèle de Claude Chabrol
- 1969 : Que la bête meure de Claude Chabrol
- 1969 : L'Homme orchestre de Serge Korber
- 1970 : Le Boucher de Claude Chabrol
- 1970 : De la part des copains de Terence Young
- 1970 : La Rupture de Claude Chabrol
- 1971 : Juste avant la nuit de Claude Chabrol
- 1971 : La Décade prodigieuse de Claude Chabrol
- 1972 : Docteur Popaul de Claude Chabrol
- 1973 : Les Noces rouges de Claude Chabrol
- 1974 : Nada de Claude Chabrol
- 1975 : Les Innocents aux mains sales de Claude Chabrol
- 1975 : Une partie de plaisir de Claude Chabrol
- 1976 : Les Magiciens de Claude Chabrol
- 1976 : Folies bourgeoises de Claude Chabrol
- 1977 : Alice ou la Dernière Fugue de Claude Chabrol
- 1978 : Les Liens de sang de Claude Chabrol
- 1978 : Violette Nozière de Claude Chabrol
- 1980 : Le Cheval d'orgueil de Claude Chabrol
- 1982 : Les Fantômes du chapelier de Claude Chabrol
- 1985 : Poulet au vinaigre de Claude Chabrol
- 1986 : Inspecteur Lavardin de Claude Chabrol
- 1987 : Masques de Claude Chabrol
- 1987 : À notre regrettable époux de Serge Korber
- 1987 : Le Cri du hibou de Claude Chabrol
- 1988 : En toute innocence d'Alain Jessua
- 1989 : Une affaire de femmes de Claude Chabrol
- 1990 : Jours tranquilles à Clichy de Claude Chabrol
- 1990 : Docteur M de Claude Chabrol
- 1991 : Madame Bovary de Claude Chabrol